# Estado de Anambra
El estado de Anambra es uno de los treinta y seis estados pertenecientes a la República Federal de Nigeria.

## Etimología

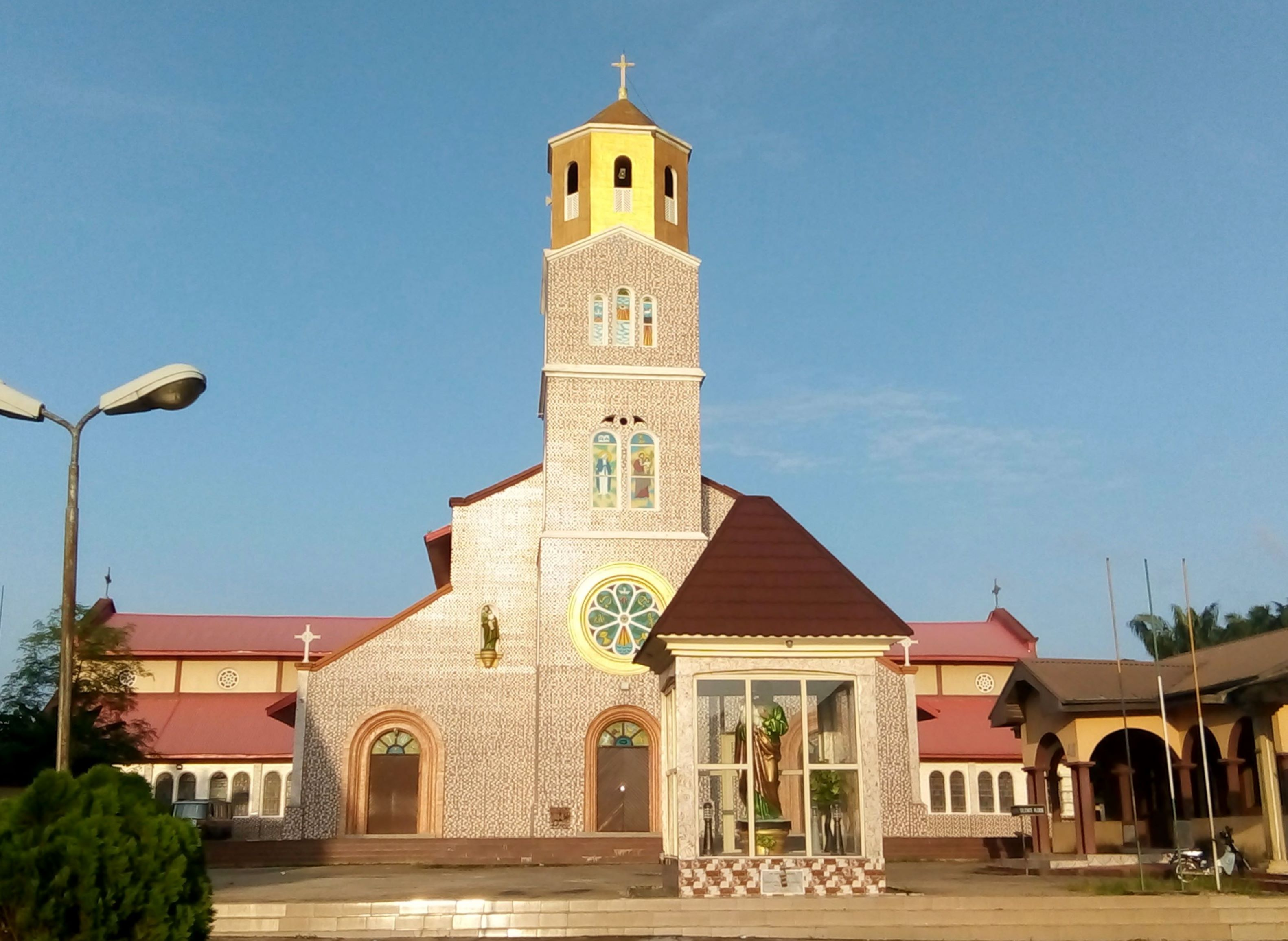
Iglesia de San José en Awka, Estado de Anambra

El nombre Anambra es la versión inglesa del río Ọmambala, el nombre igbo del río Anambra que atraviesa el estado, ya que los colonialistas no podían pronunciar perfectamente el nombre del río.

## Localidades con población en marzo de 2016
- Aguata 489,500
- Anambra East 201,300
- Anambra West 221,400
- Anaocha 376,100
- Awka North 148,400
- Awka South 250,900
- Ayamelum 209,300
- Dunukofia 127,700
- Ekwusigo 209,600
- Idemili North 570,300
- Idemili South 273,600
- Ihiala 400,000
- Njikoka 196,300
- Nnewi North 205,700
- Nnewi South 308,800
- Ogbaru 295,500
- Onitsha North 166,600
- Onitsha South 181,500
- Orumba North 228,600
- Orumba South 244,200
- Oyi 222,600

## Territorio y población
Este estado es poseedor de una extensión de territorio que abarca una superficie compuesta por unos 4.844 kilómetros cuadrados. La población se eleva a la cifra de 4.887.379 personas (datos del censo del año 2007). La densidad poblacional es de 1009 habitantes por cada kilómetro cuadrado de esta división administrativa.